# جلان روبنسون
جلان روبنسون (بالإنجليزية: Glen Robinson)‏ هو لاعب كرة الماء بريطاني، ولد في 1989.

## وصلات خارجية
- جلان روبنسون على موقع أوليمبيديا (الإنجليزية)
- جلان روبنسون على موقع اللجنة الأولمبية البريطانية (الإنجليزية)